# Satri
Satrii sau Satrae (greacă: „Σάτραι”) erau o populație sud-tracică organizată de timpuriu într-o uniune de triburi. Ei locuiau între munții Pirin (Rodopi) și cursul mijlociu al râului Nestos (Mesta). Spre nord se întindeau până la munții Donax (Rila), iar spre sud până la muntele Pangeu (Kușnița).
Herodot scrie despre satri că sunt singurii dintre traci care până în zilele noastre și-au păstrat libertatea și că au un oracol al lui Dionysos. Aveau mare îndemânare în prelucrarea metalelor.